# Rita Rasheed
Rita Salwa Rasheed (ur. 5 sierpnia 1989 w Budapeszcie) – węgierska koszykarka występująca na pozycjach rzucającej lub niskiej skrzydłowej.
23 sierpnia 2017 została zawodniczką Energi Toruń. 29 grudnia opuściła klub.

## Osiągnięcia
Stan na 24 sierpnia 2017, na podstawie, o ile nie zaznaczono inaczej.
Drużynowe
- Mistrzyni Węgier (2012)[4]
- Wicemistrzyni Węgier (2013)[5]
- Zdobywczyni pucharu Węgier (2016)[6]
- Finalistka pucharu Węgier (2012, 2013)[4][5]
- Uczestniczka rozgrywek:
  - Eurocup (2010/2011, 2015–2017)
  - Euroligi (2011–2013)

Indywidualne
(* – nagrody przyznane przez portal eurobasket.com)
- Najlepsza skrzydłowa ligi węgierskiej (2012)*[4]
- Zaliczona do*:
  - I składu:
    - ligi węgierskiej (2012)[4]
    - zawodniczek krajowych ligi węgierskiej (2012)[4]

  - II składu ligi węgierskiej (2010)[7]
  - składu honorable mention ligi węgierskiej (2017)[8]

Reprezentacja
- Brązowa medalistka mistrzostw Europy U–20 dywizji B (2008)
- Uczestniczka mistrzostw:
  - Europy U–18 (2007)
  - Europy U–16 (2005)